# ニューヨーク東8番街の奇跡
『ニューヨーク東8番街の奇跡』（ニューヨークひがしはちばんがいのきせき、*batteries not included）は、1987年のアメリカ合衆国のSFコメディ映画。監督はマシュー・ロビンス、出演はジェシカ・タンディとヒューム・クローニンなど。ニューヨークの古びたアパートを舞台に、住人たちと宇宙から来た円盤型の機械生命体との交流を描いている。

## ストーリー
舞台は再開発の波が押し寄せる1980年代のニューヨークの東8番街（現在の慣用的な邦訳では、東8丁目）。アパートの住人のフランクらは住み続けたいが、強引な立ち退きを迫られ、途方に暮れていた。そんな夜、空から命を持ったUFOのような生命体が現れ、アパートの住人を守ろうとする。

## 登場人物・キャスト
| 役名                 | 俳優                   | 日本語吹替 | 日本語吹替   | 役柄                                                 |
| 役名                 | 俳優                   | ソフト版   | フジテレビ版 | 役柄                                                 |
| -------------------- | ---------------------- | ---------- | ------------ | ---------------------------------------------------- |
| フェイ・ライリー     | ジェシカ・タンディ     | 新村礼子   | 阿部寿美子   | 認知症を患っている老婦人。フランクの妻。             |
| フランク・ライリー   | ヒューム・クローニン   | 永井一郎   | 石森達幸     | 立ち退きを迫られているダイナーの老店主。フェイの夫。 |
| ハリー・ノーブル     | フランク・マクレー     | 郷里大輔   | 島香裕       | 元ボクサーのおとなしい大男。                         |
| マリサ・エステヴァル | エリザベス・ペーニャ   | 土井美加   | 鈴鹿千春     | ミュージシャンの恋人ヘクターの帰りを待つ妊婦。       |
| カルロス             | マイケル・カーマイン   | 谷口節     | 荒川太朗     | 嫌がらせをして立ち退きを迫るチンピラ。               |
| メイソン・ベイラー   | デニス・ボウトシカリス | 納谷六朗   | 真地勇志     | 売れない画家。                                       |
| コヴァックス         | ジョン・パンコウ       | 麦人       | 大滝進矢     | カルロスたちに指示して、立ち退かせようとしている。   |
| レイシー             | マイケル・グリーン     | 大木民夫   | 伊井篤史     | 建設会社社長。コヴァックスの雇い主。                 |

- フジテレビ版：初回放送1991年10月19日『ゴールデン洋画劇場』

※ 2016年8月3日発売の『ユニバーサル思い出の復刻版 ブルーレイ』にはソフト版に加え、フジテレビ版の吹替も収録

## 作品の評価
Rotten Tomatoesによれば、15件の評論のうち高評価は60%にあたる9件で、平均点は10点満点中5.6点となっている。
Metacriticによれば、14件の評論のうち、高評価は4件、賛否混在は7件、低評価は3件で、平均点は100点満点中54点となっている。

## 漫画
『コロコロコミック1988年スーパー新年増刊号』にて、本作を原作とした読み切り漫画をあすかあきおが執筆している。人物設定や展開は雑誌の読者層に合わせて整理されており、フェイの認知症やカルロスとの関係等の人間ドラマはカットされ、地上げ屋は単なる悪役として扱われている。超大型ブルドーザーをUFO達と一緒に撃退したところで漫画は終了するが、直後の映画紹介記事ではアパートの火災の場面が紹介されており、その後の展開を匂わせている。

## 小説
- 『ニューヨーク東8番街の奇跡』（ウェイランド・ドルー著、黒丸尚訳、新潮文庫、1987年）原作ではなく、本映画のノヴェライゼーションである。

## 雑学
大ヒットし多くの続編も制作されたホラー映画『チャイルド・プレイ』は、当初「Batteries not Included」というタイトルにする予定だったが、本作と被ってしまうため「Child's Play」に変更されたという経緯がある。
- ユニバーサルスタジオジャパンのニューヨークエリアに「ライリーのアパート」の映画撮影セットがある。